# Seewinkel

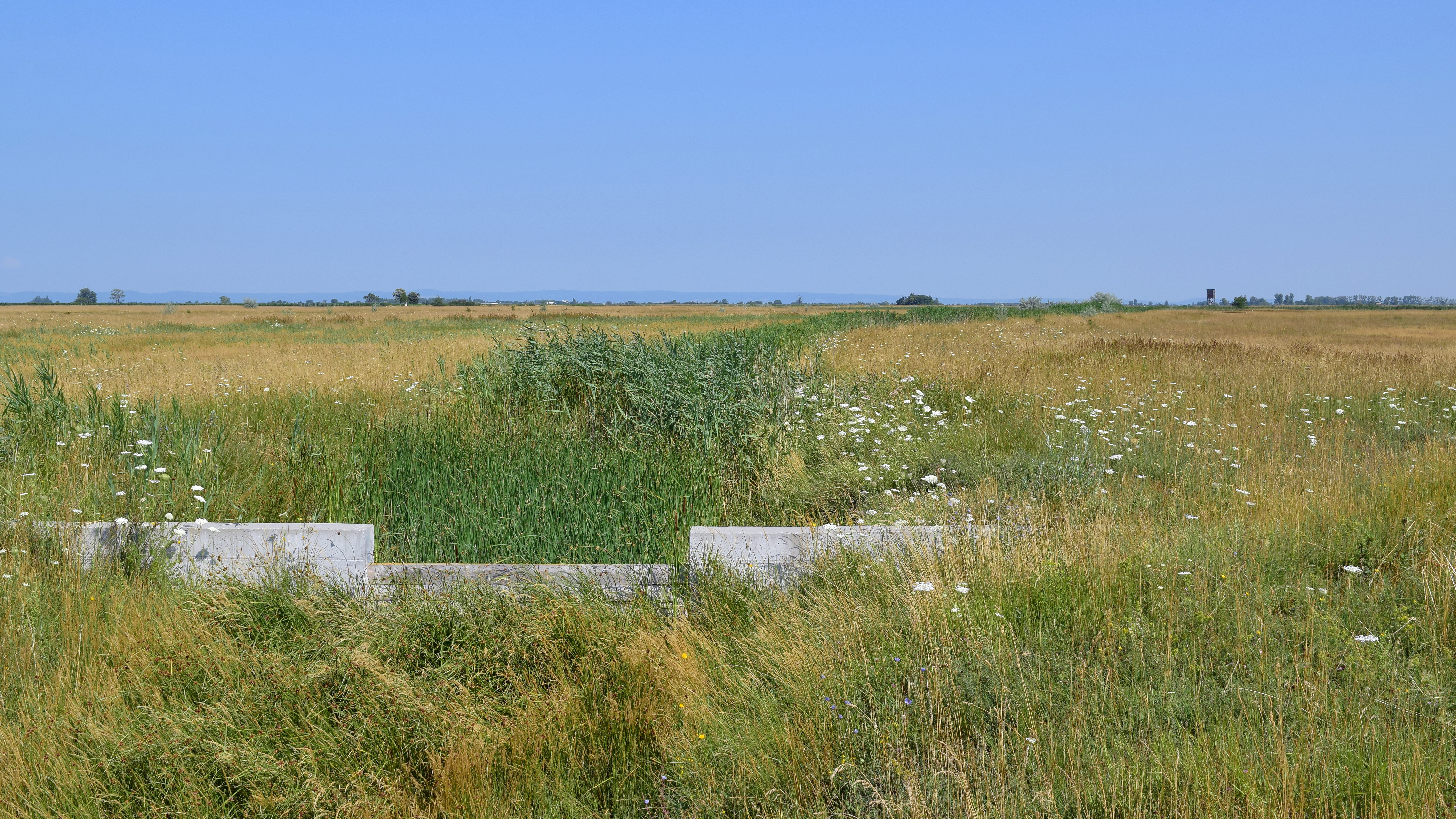
Landschaft des Seewinkels bei Apetlon

Als Seewinkel bezeichnet man das Gebiet östlich des Neusiedlersees im Burgenland.

## Lage und Landschaft
Früher wurde lediglich der Bereich der Orte Podersdorf am See, Apetlon und Illmitz Seewinkel genannt, da diese von der früheren L-förmigen Ausdehnung des Sees in einem Winkel eingeschlossen wurden. Die Gegend nordöstlich hieß Heideboden und südöstlich Hanság. Diese beiden Regionsbezeichnungen werden aber durch die jahrelange Isolation der Region durch die Grenze zu Ungarn (Eiserner Vorhang) kaum noch verwendet.
Heute wird pars pro toto unter Seewinkel das gesamte österreichische Land östlich des Neusiedler Sees verstanden. Das schließt die Orte Weiden am See, Gols, Mönchhof, Halbturn, Frauenkirchen, Sankt Andrä am Zicksee, Andau, Tadten, Wallern im Burgenland und Pamhagen mit ein. Die Region ist durch weitläufige Weinbauflächen geprägt, weitere Flächen werden durch Urbarialgemeinden (wie z. B. die Urbarialgemeinde Apetlon) oder große Landgüter bewirtschaftet.

## Verkehr
Der Seewinkel wird in Nord-Süd-Richtung von der normalspurigen Neusiedler Seebahn erschlossen. Diese stellt auch eine Verbindung zwischen dem österreichischen und dem ungarischen Eisenbahnnetz her.
Für den Transport der landwirtschaftlichen Güter existierte in der ersten Hälfte des 20. Jahrhunderts eine Reihe von weitverzweigten Landwirtschaftsbahnen etwa bei Pamhagen, St. Andrä-Albrechtsfeld, Wallern, Frauenkirchen, oder Lehndorf, welche die Verbindung zur Neusiedler Seebahn herstellten. Transportiert wurden hauptsächlich Getreide, Zuckerrüben, Schilf und Produkte daraus. Im Gelände sind davon nur mehr geringe Trassenreste erkennbar.

## Natur und Klima
Bemerkenswert sind vor allem die Sumpfgebiete und die ungefähr 40 Salzlacken, die mangels natürlichen Abflusses stark salzhaltig sind. Diese Lacken haben eine Länge von bis zu 3 km und eine Breite von 1 km und sind nur ca. 0,5 m tief, die größte ist die Lange Lacke. Manche davon trocknen im Sommer gänzlich aus. Eine der größten ist der Zicksee, der auch für Heilzwecke mit einem Kurhaus in Sankt Andrä am Zicksee genützt wird. Viele der anderen Lacken sind geschützt. Dementsprechend ergibt sich auch eine sehr seltene Salzflora. Weitere Lacken sind die Birnbaumlacke, der Darscho, sowie der Obere Stinkersee. 
Das Gebiet ist durch pannonisches Klima geprägt. Es ist relativ mild und niederschlagsarm (unter 600 mm pro Jahr) und sehr windreich. Mit rund 2000 Stunden pro Jahr ist der Seewinkel auch die sonnenscheinreichste Region Österreichs. Das Gebiet ist die westlichste Salzsteppe Eurasiens und liegt durchschnittlich nur 117 m ü. A. Mit diesen Merkmalen ist der Seewinkel eine für Österreich untypische Region mit einer sonst in Österreich kaum vorkommenden Flora und Fauna.
Seit Jahrzehnten nimmt der Wasserstand der tieferen Lacken, die das Wasser aus dem Grundwasserkörper der „Seewinkelschotter“ (Riß-Kaltzeit) gespeist werden, ab. Das ist eine Folge der über Jahrhunderte praktizierten Trockenlegungsmaßnahmen in dieser Kulturlandschaft, die eine Absenkung des Grundwasserspiegels bewirkten. Die weitgehend von Niederschlägen gefüllten seichten Salzlacken trocknen mitunter völlig aus. Ergriffene Gegenmaßnahmen im Seewinkel haben das Ziel, den Abfluss von Oberflächenwässern aus Entwässerungsgräben in den Einser-Kanal durch kleine Wehre zu verlangsamen.
Die Region liegt im Nationalpark Neusiedler See-Seewinkel und war schon vorher Ramsar-Gebiet und teilweise durch den WWF geschützt. Seit 2001 gehört das Gebiet rund um den See zur UNESCO-Kulturlandschaft Fertő/Neusiedler See.

Landschaften im Seewinkel
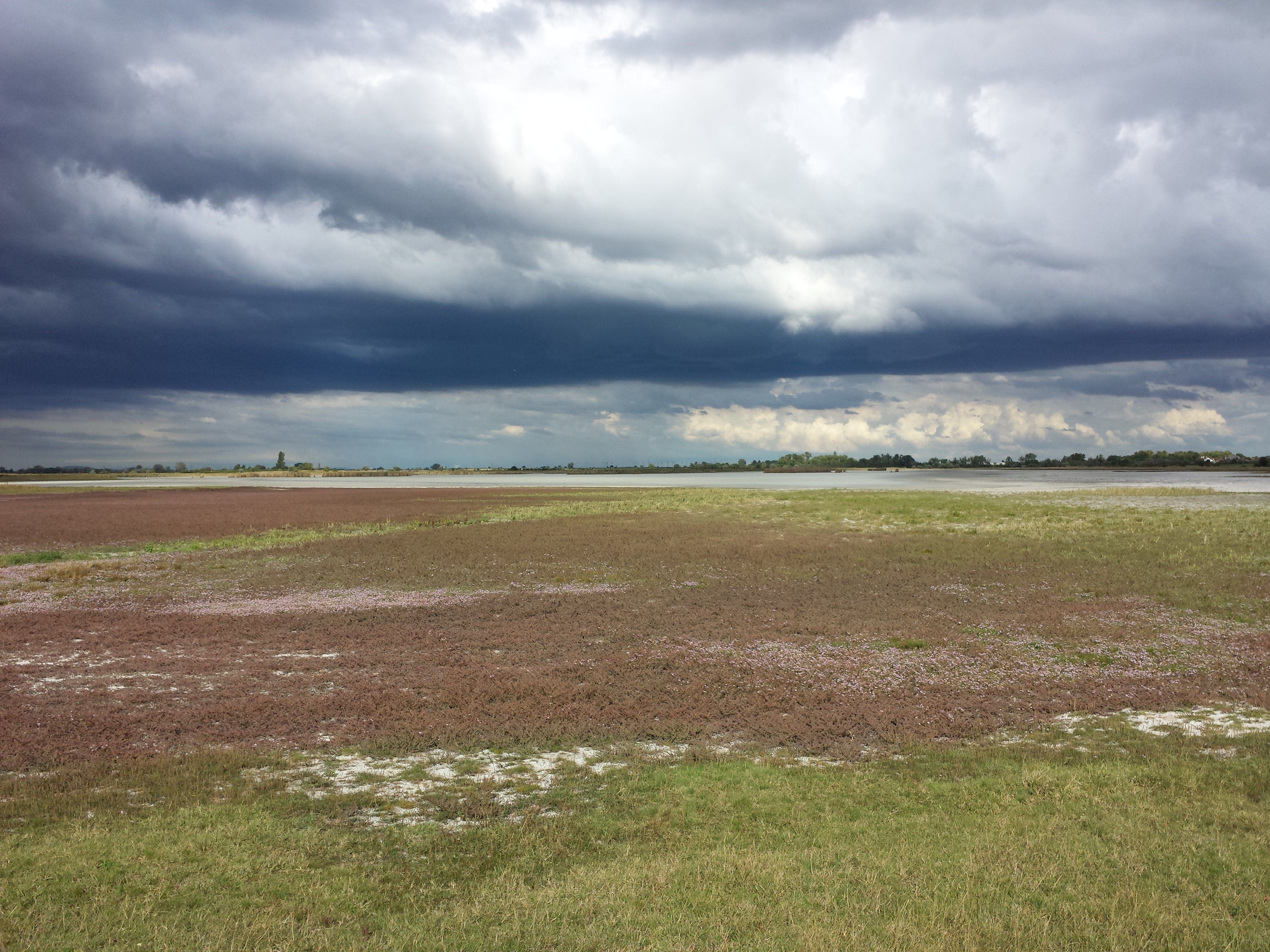
Zicklacke bei Illmitz
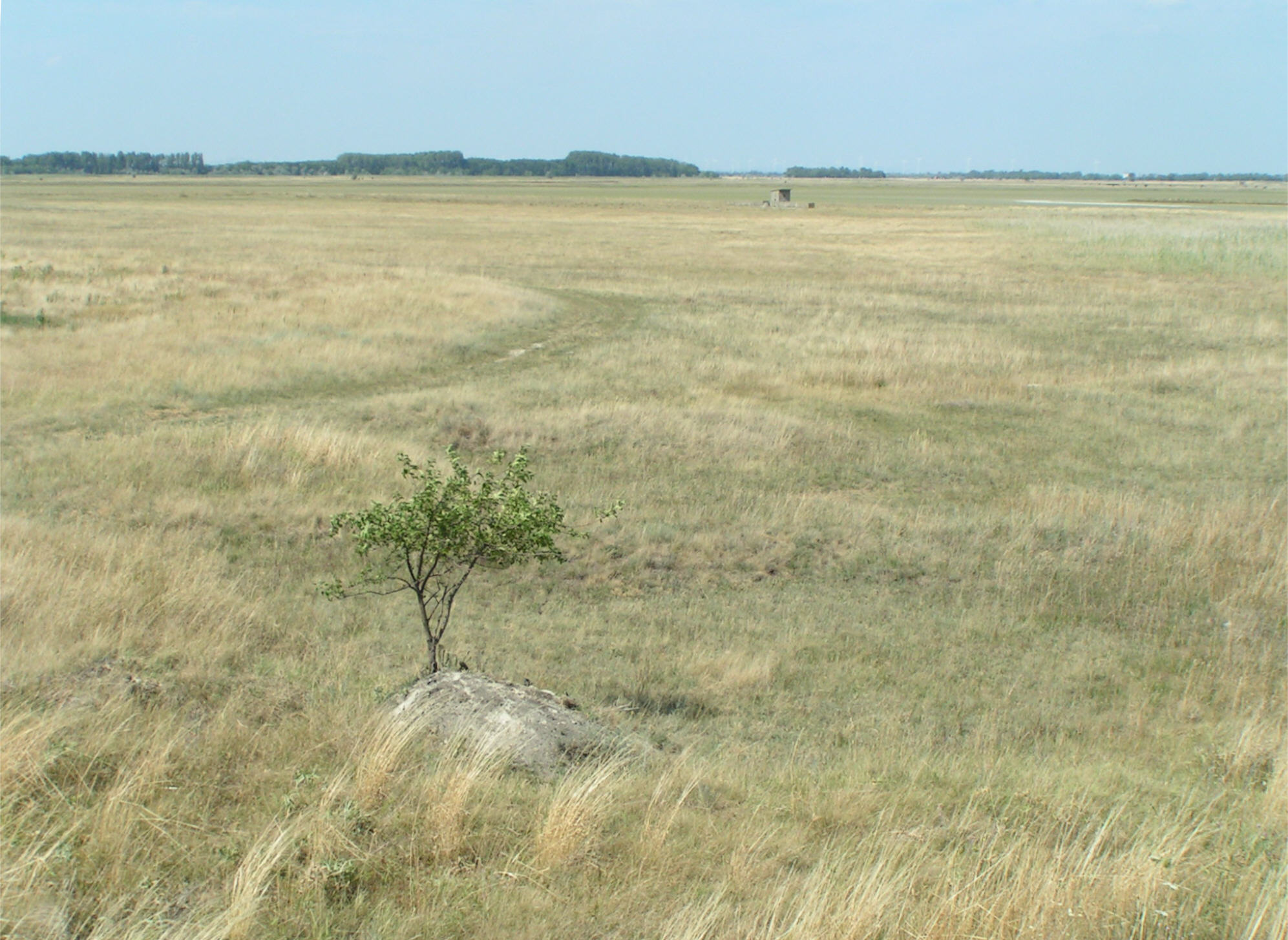
Puszta-Landschaft bei der Langen Lacke
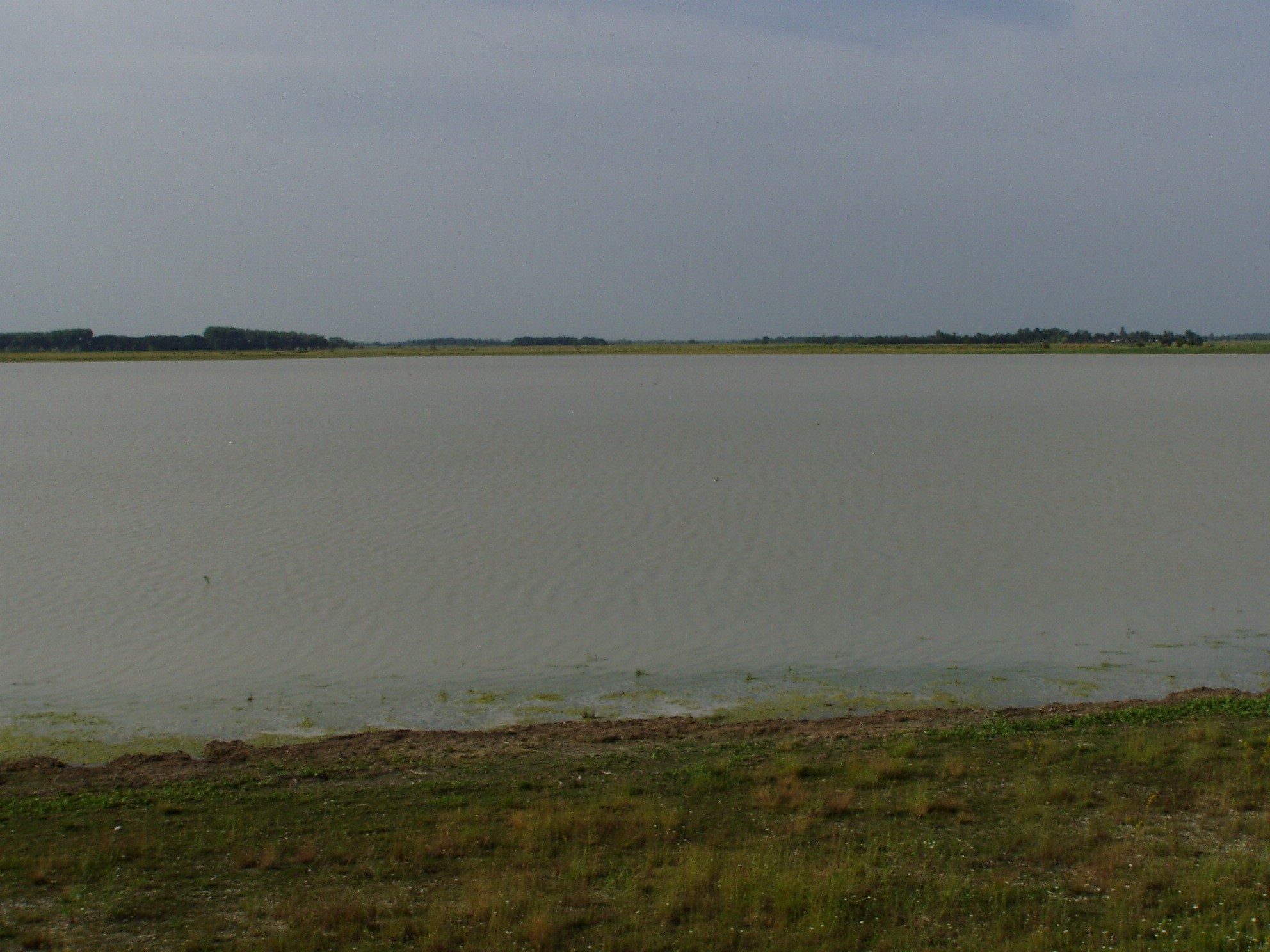
Lange Lacke
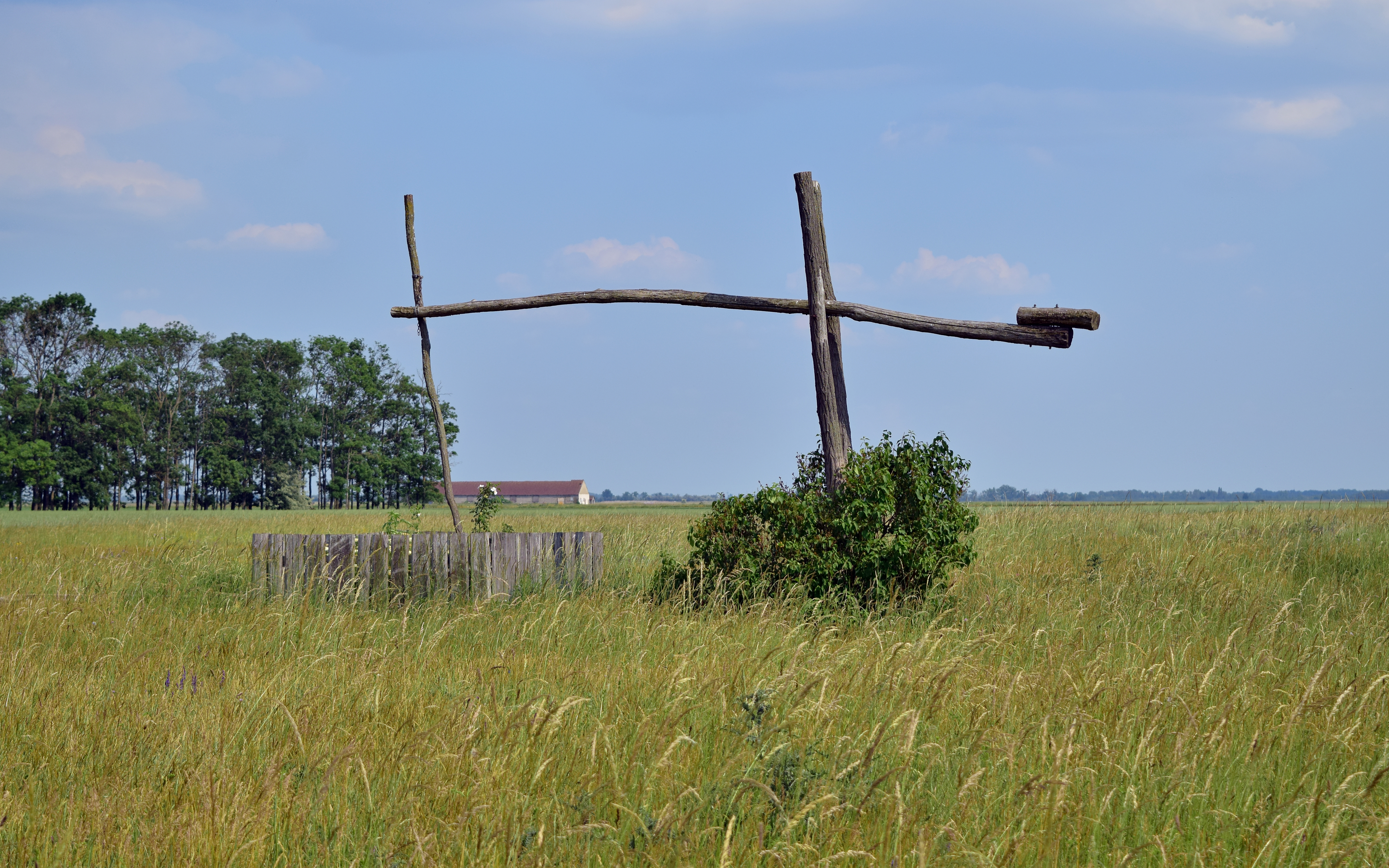
Typischer Ziehbrunnen
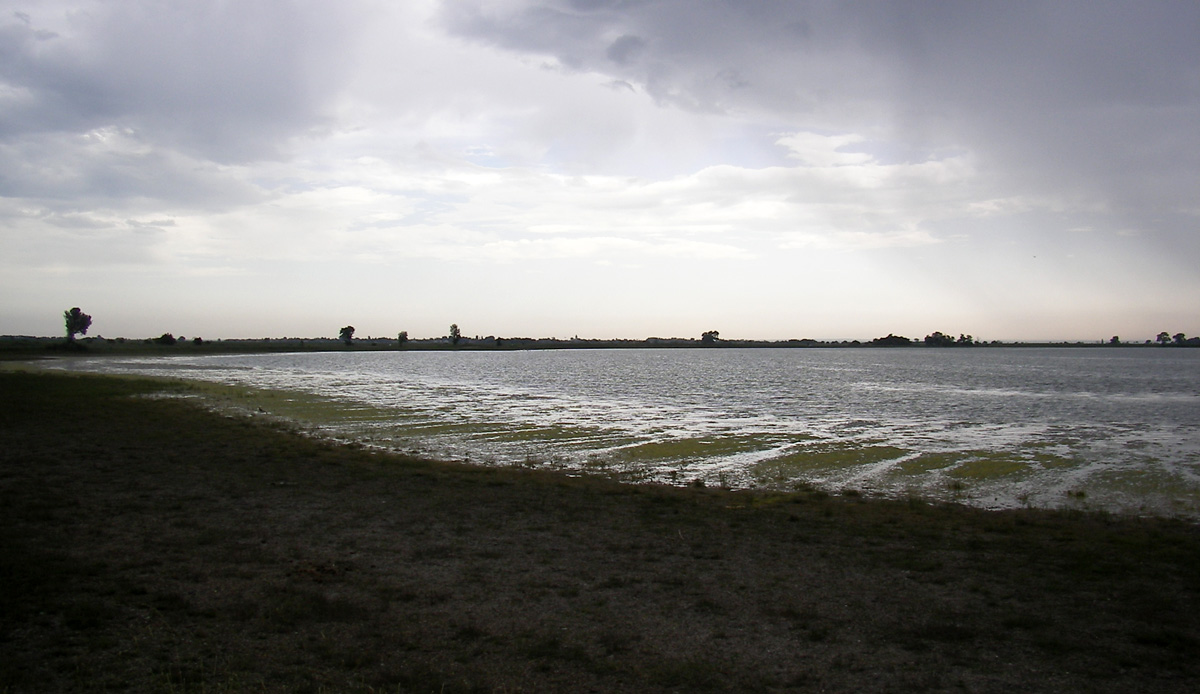
Darscho (Warmsee)
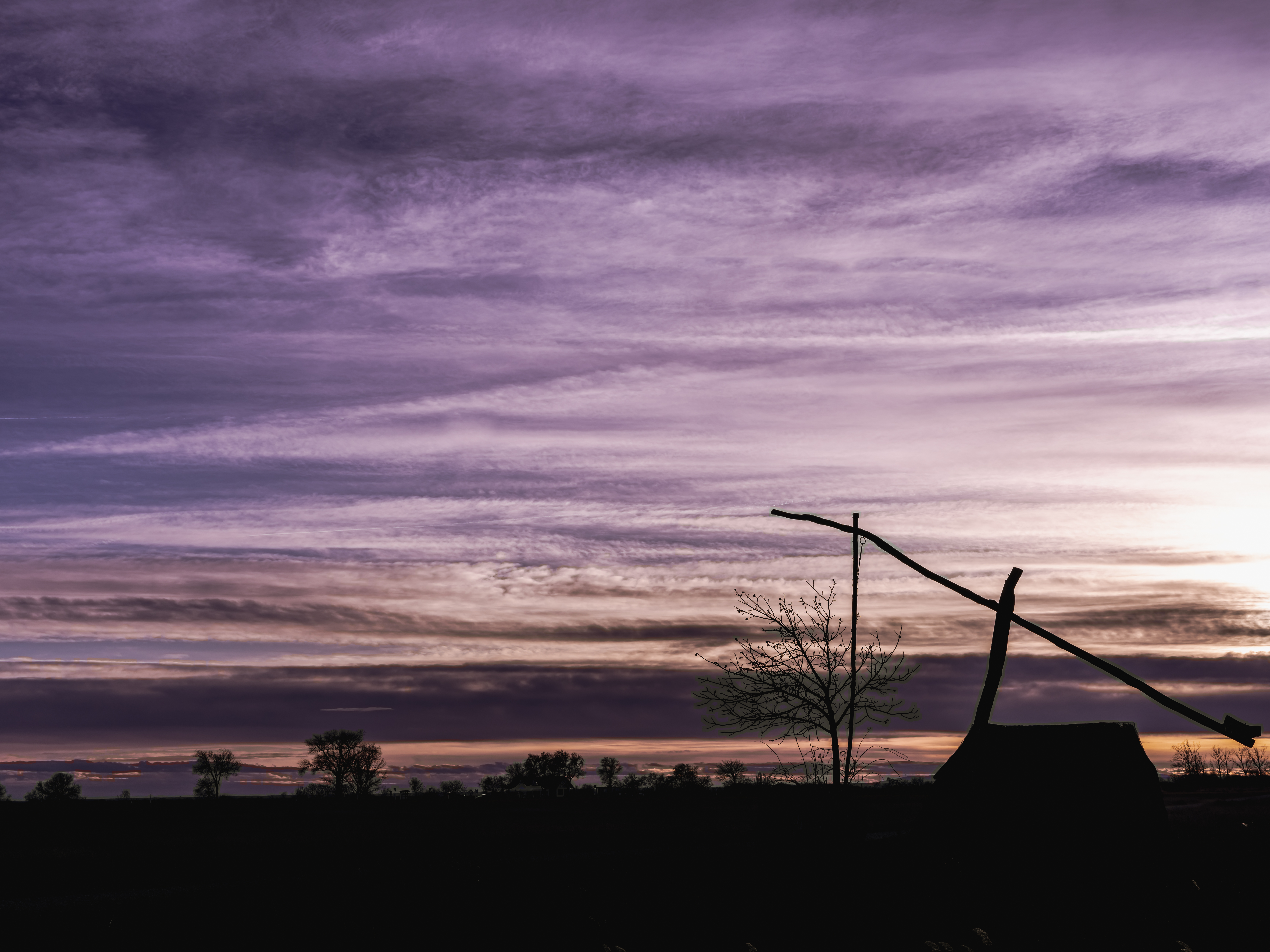
Sonnenuntergang an der Langen Lacke bei Apetlon
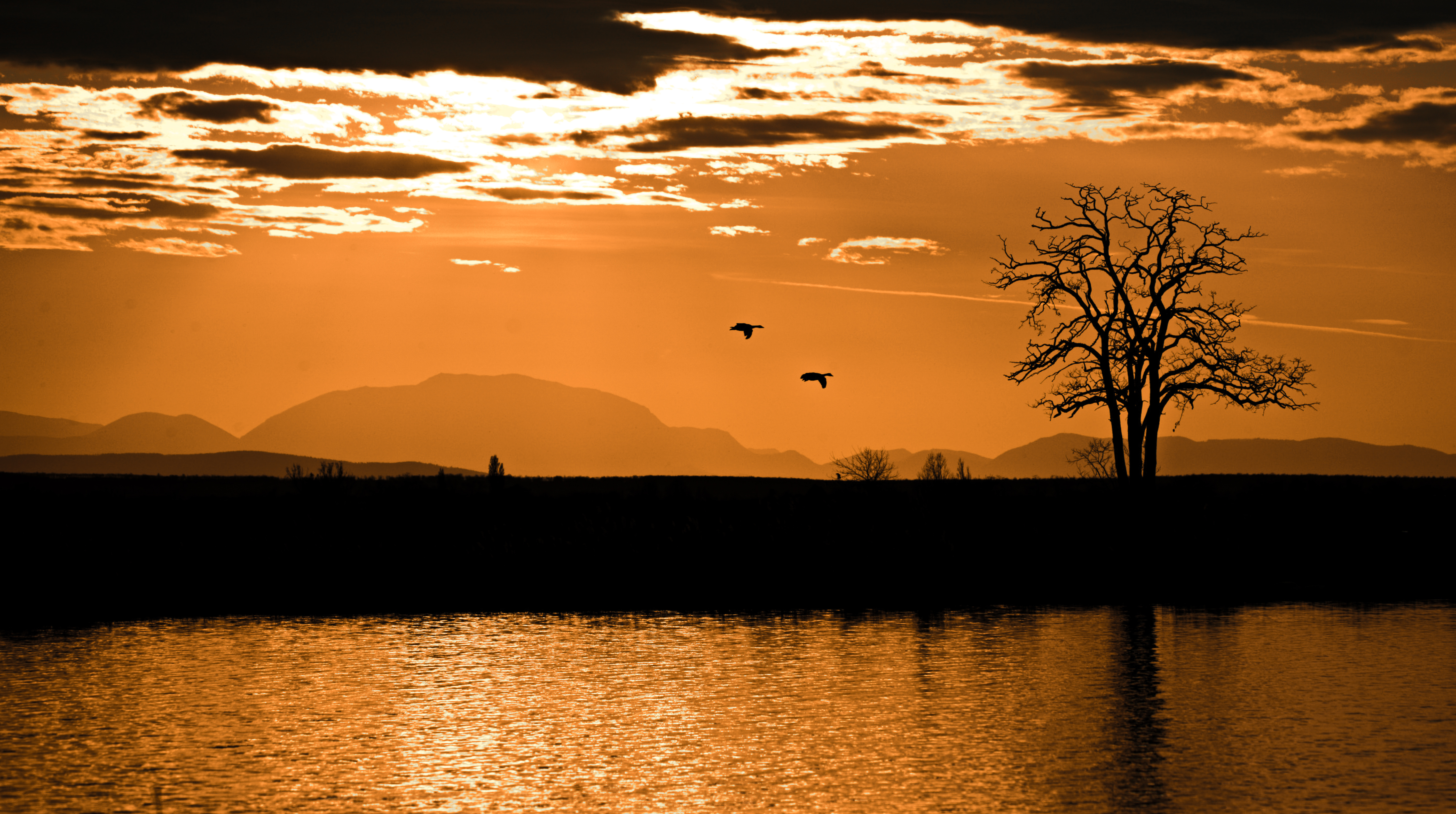
Sonnenuntergang über der Salzlacke Darscho

Fauna und Flora im Seewinkel
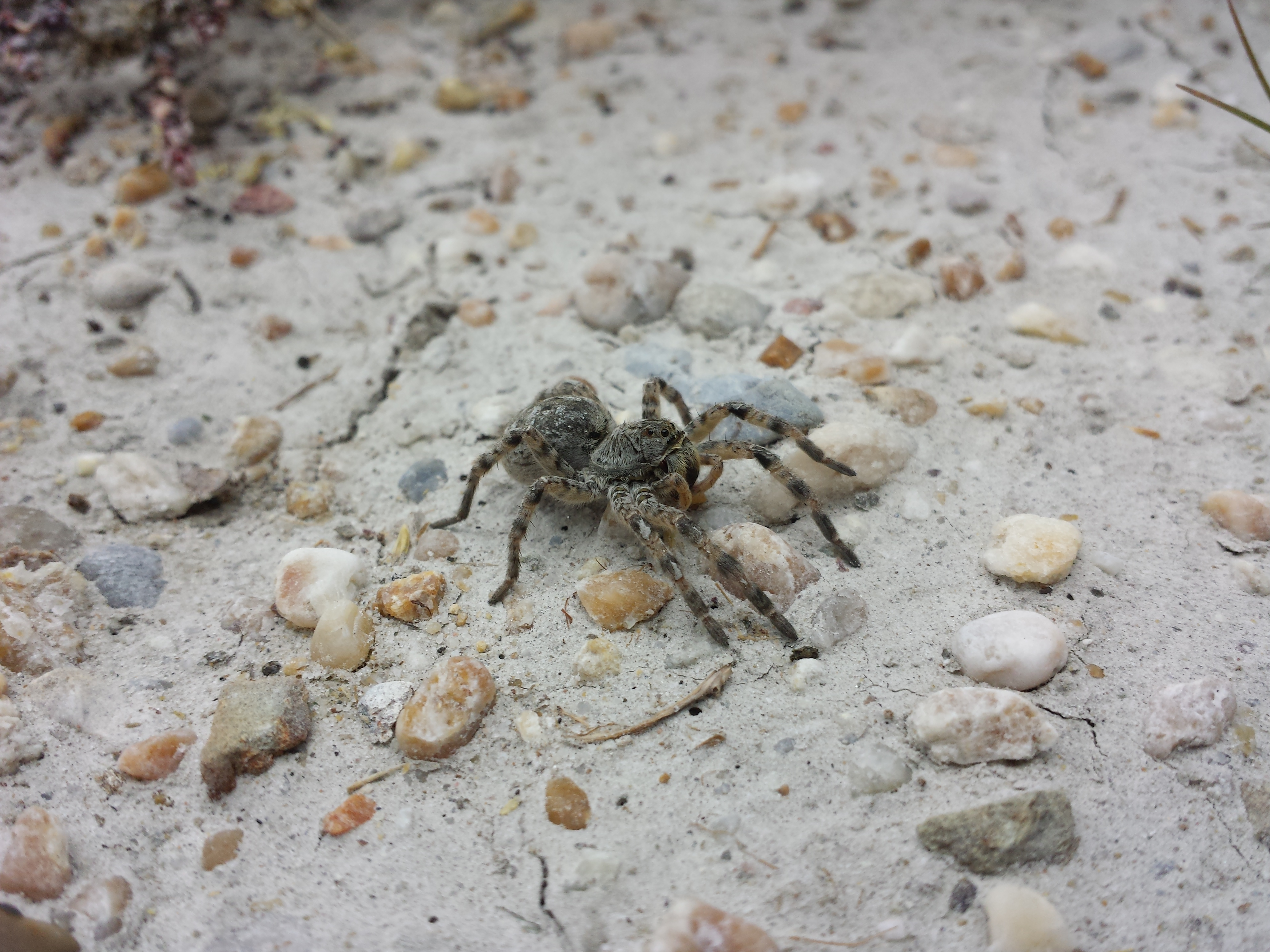
Die Südrussische Tarantel lebt im Seewinkel.
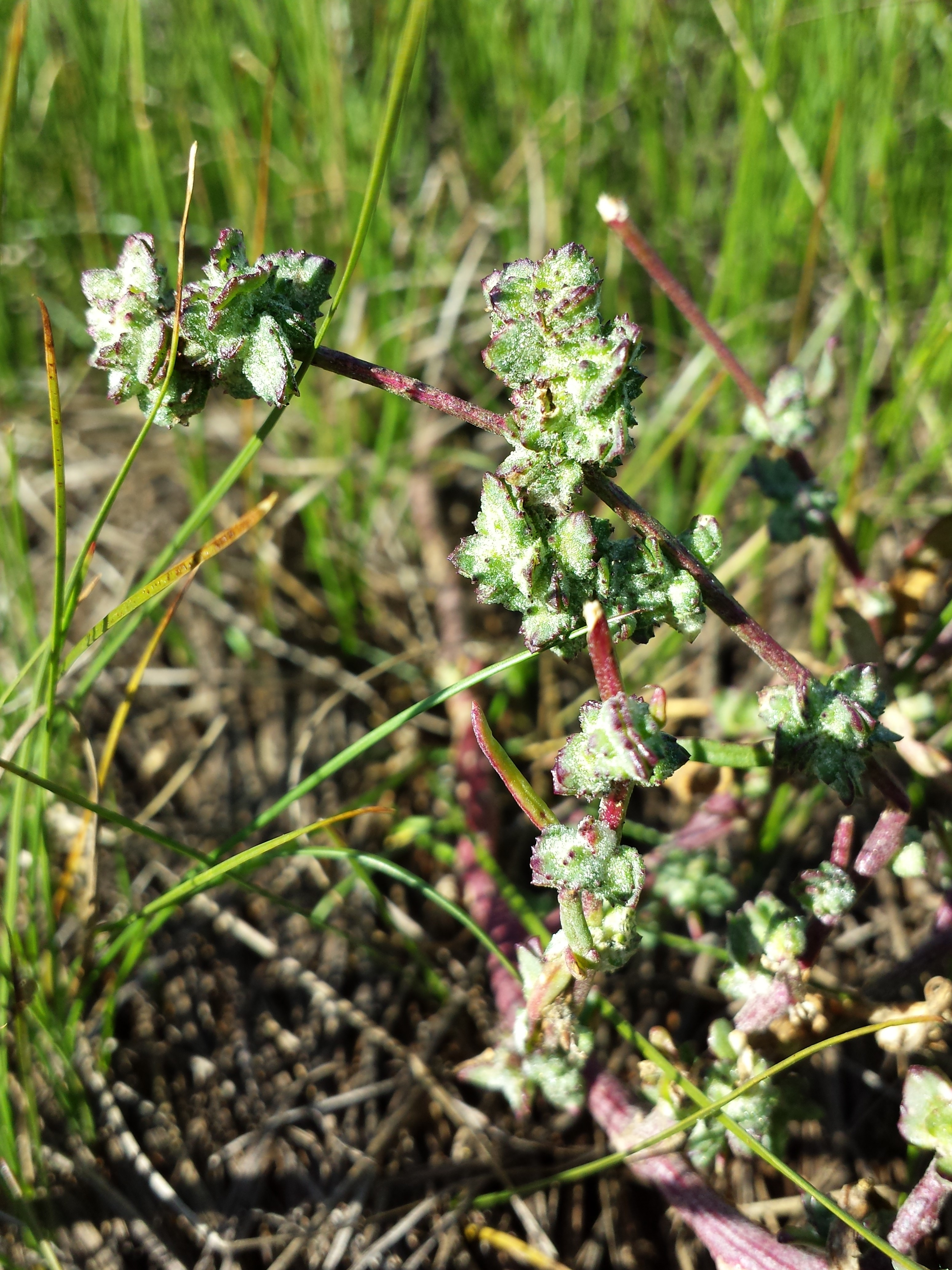
Atriplex intracontinentalis ist in Österreich vom Aussterben bedroht.
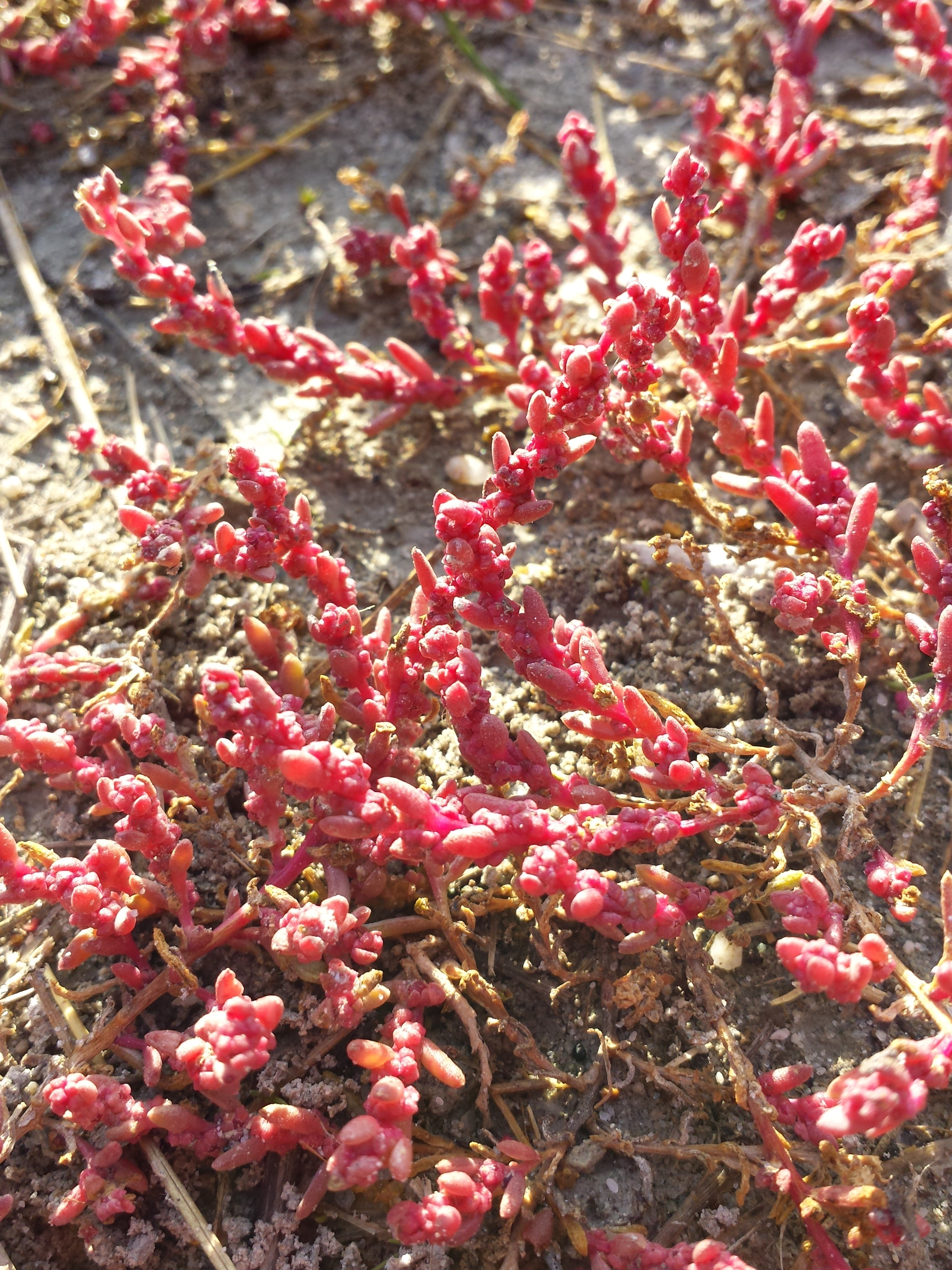
Die seltene Klein-Salzmelde wächst in den Sodalacken im Seewinkel und verfärbt sich im Herbst rot.
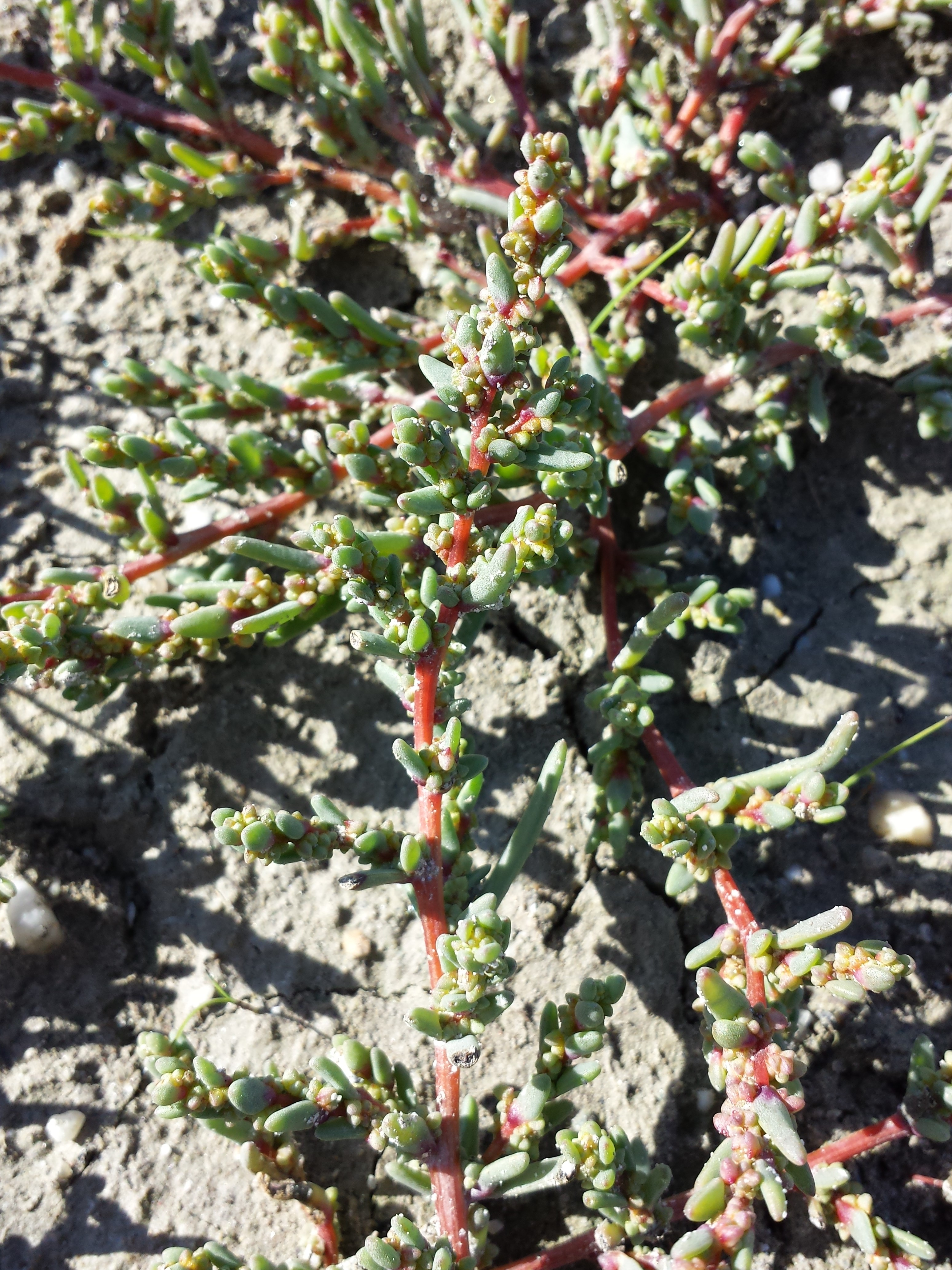
Bei der häufigeren Groß-Salzmelde bleiben die Laubblätter grün.
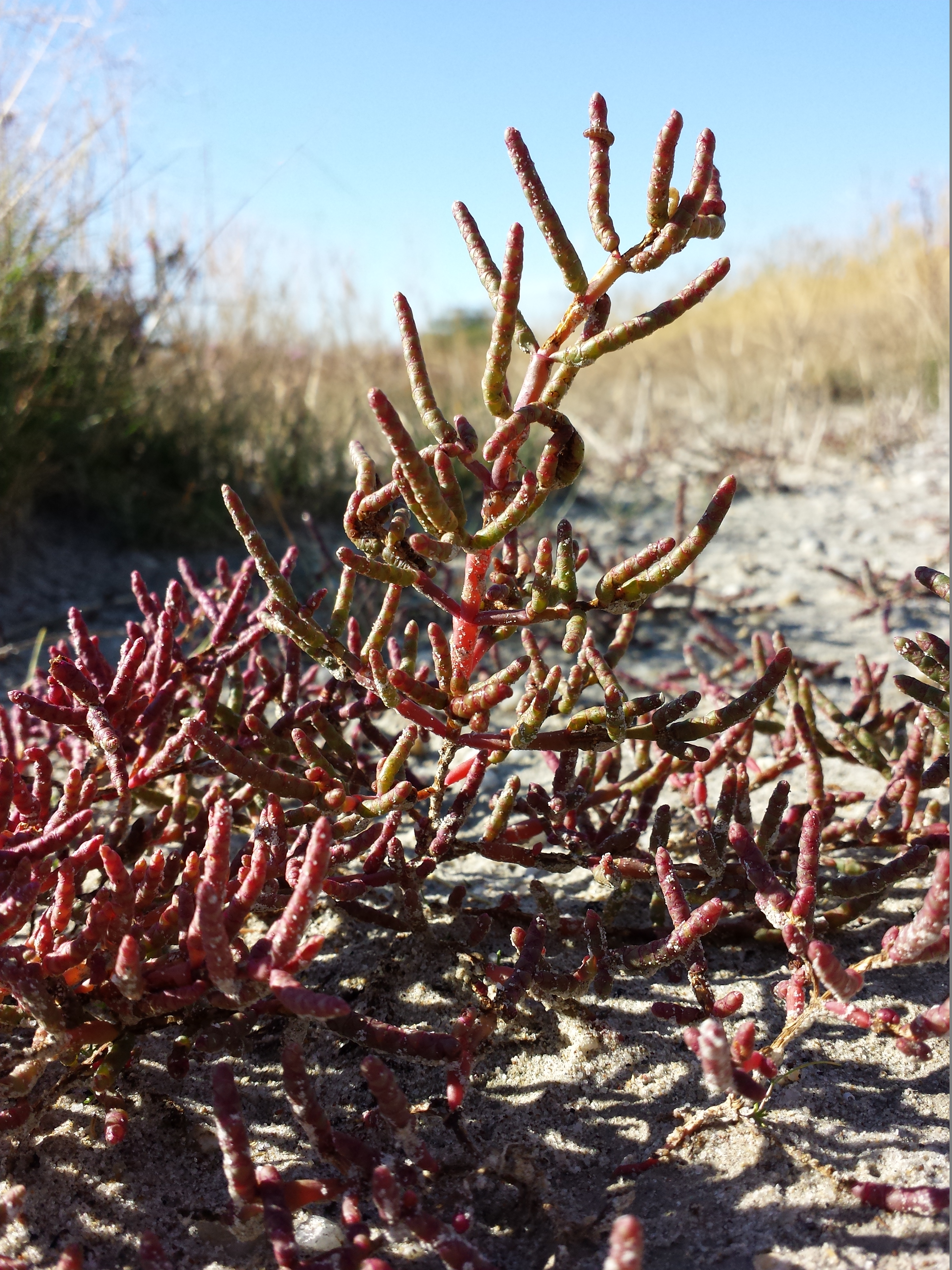
Das Pannonien-Glasschmalz im Seewinkel unterscheidet sich genetisch von ähnlichen Sippen an den Meeresküsten.
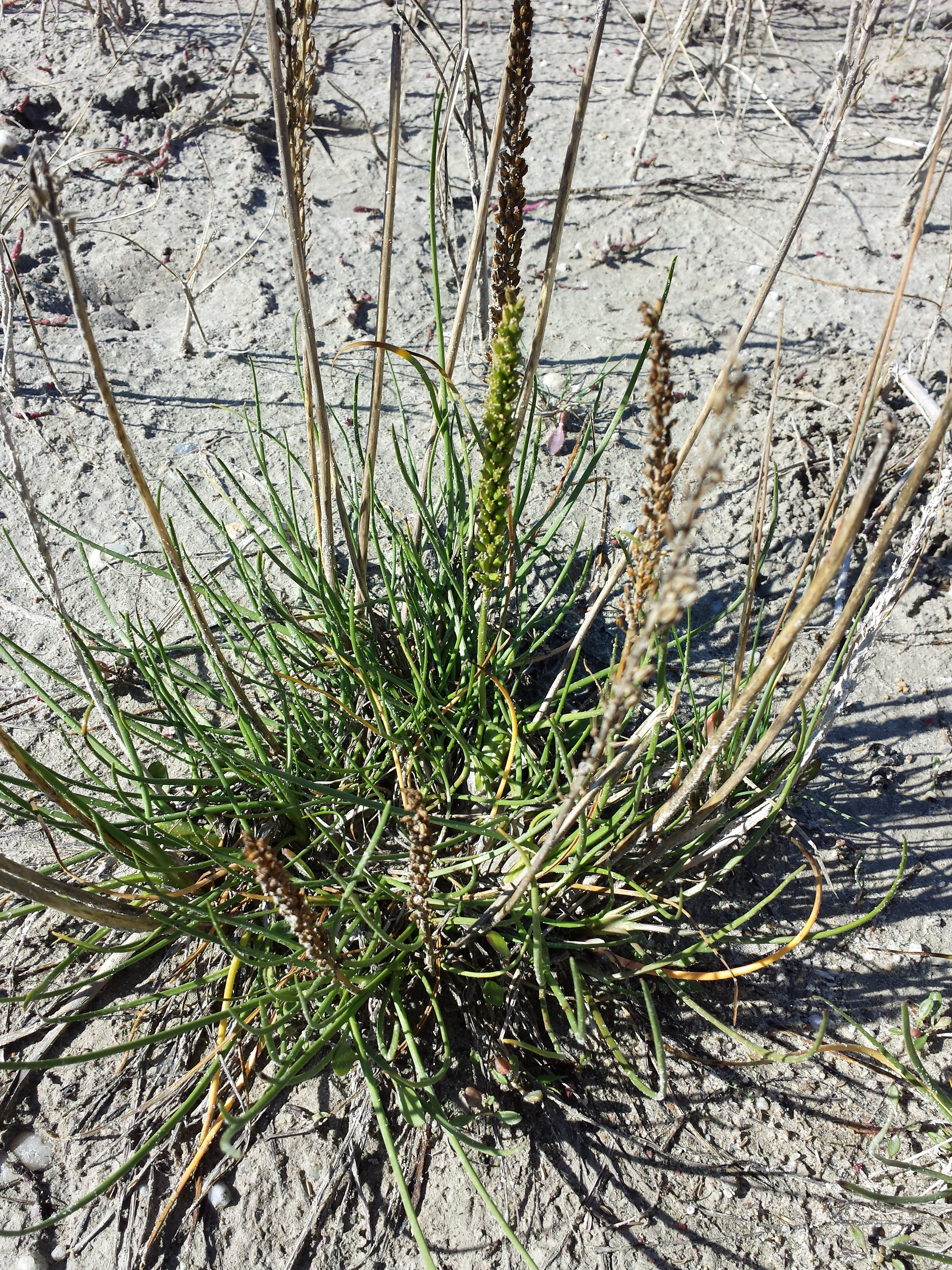
Der Salz-Dreizack tritt im Seewinkel zerstreut auf.
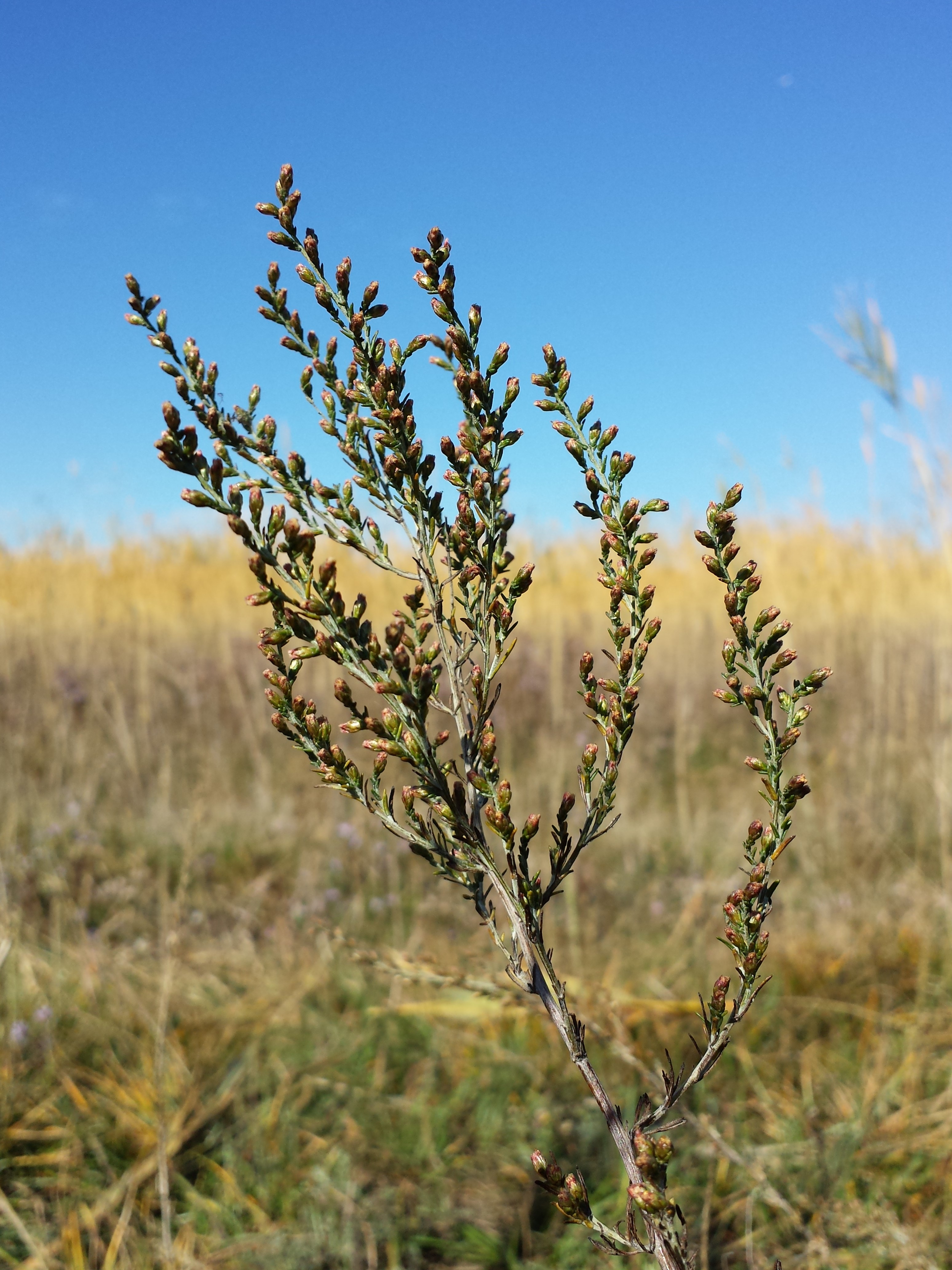
Der Salzsteppen-Wermut tritt in Österreich nur im Seewinkel und an einigen Stellen im Marchfeld auf.
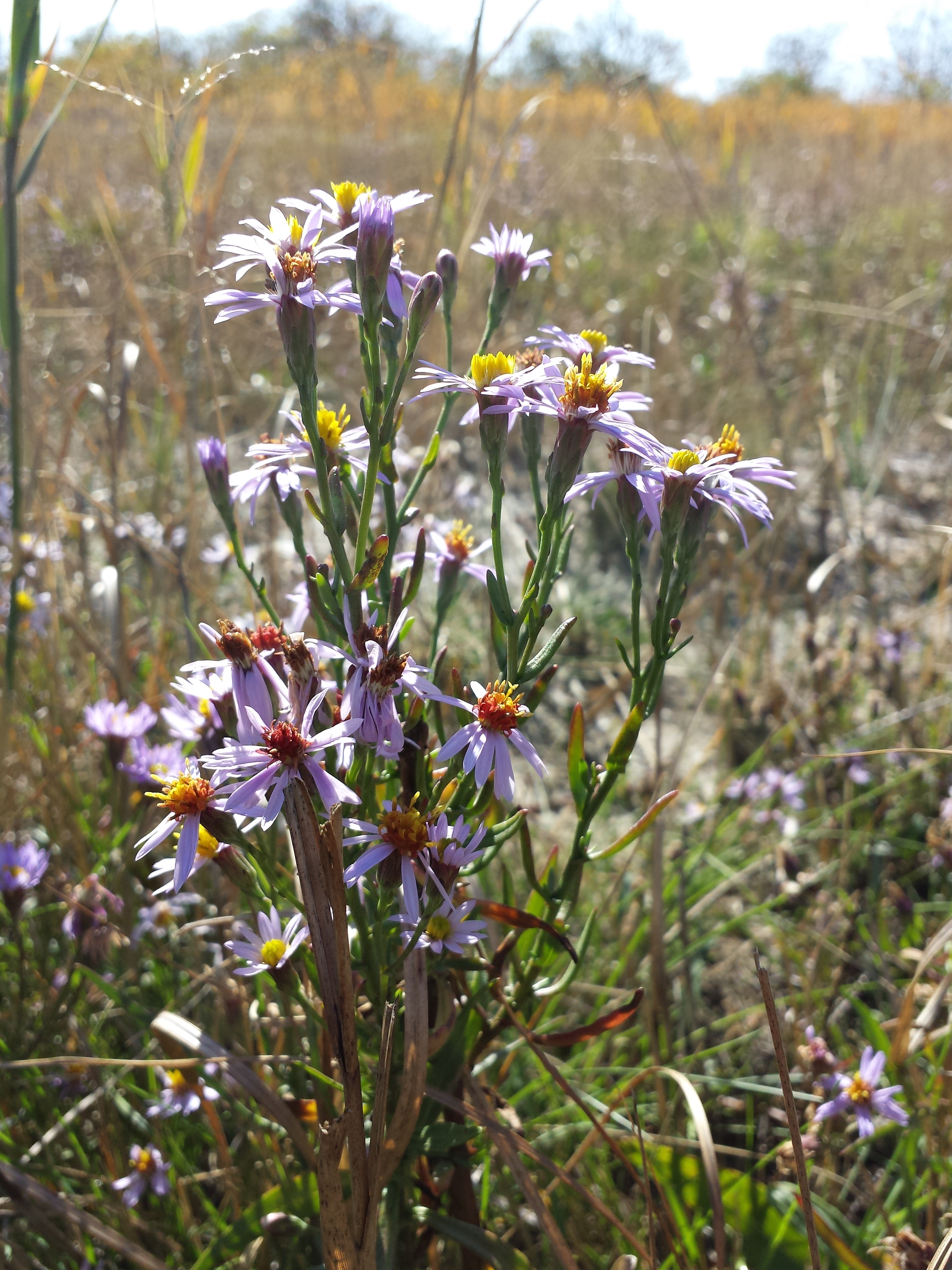
Die Pannonien-Salzaster verleiht den Lacken bunte Farbakzente.
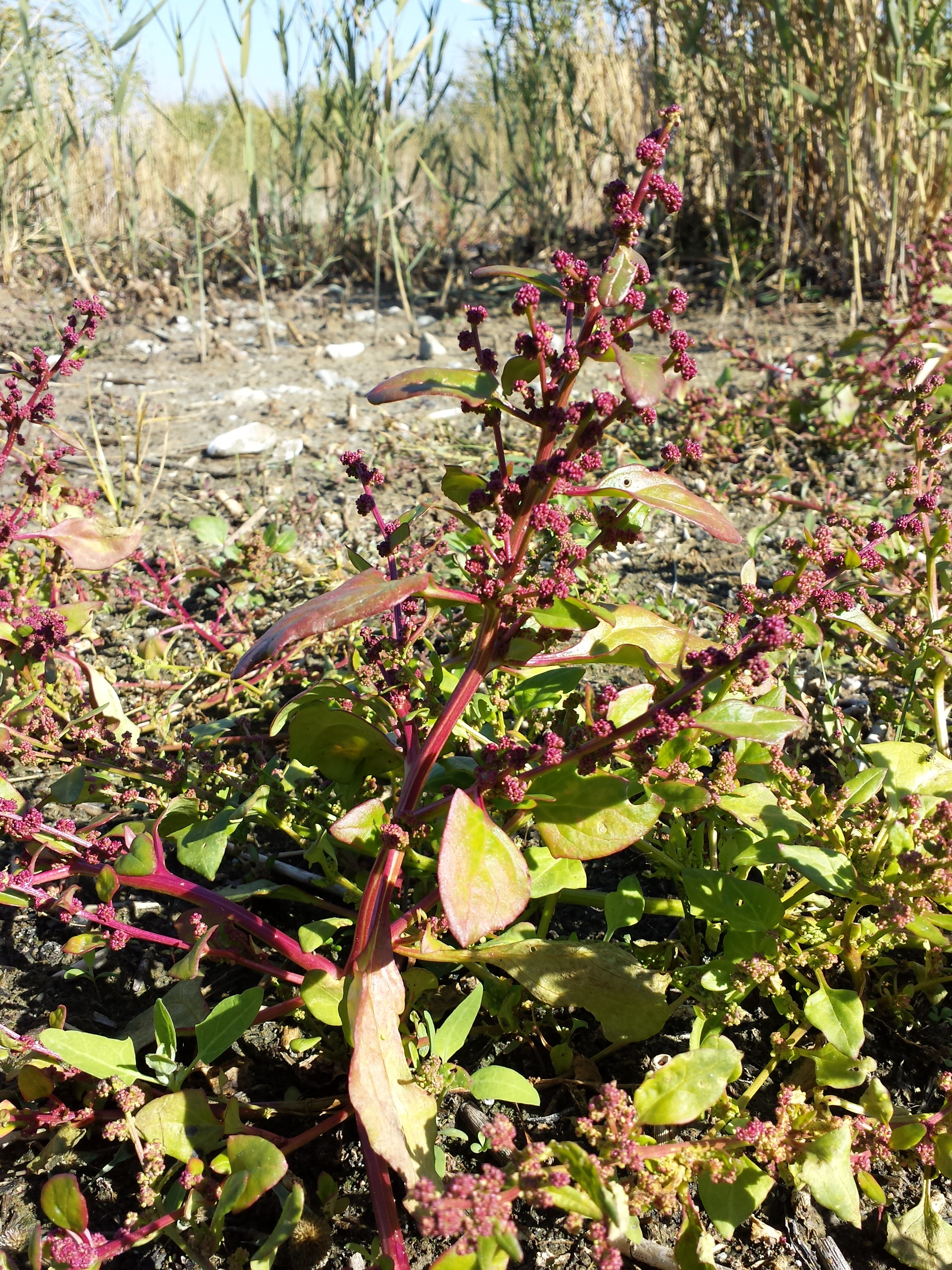
Beim Dickblatt-Gänsefuß verfärben sich Stängel und Perigon oft purpurn.
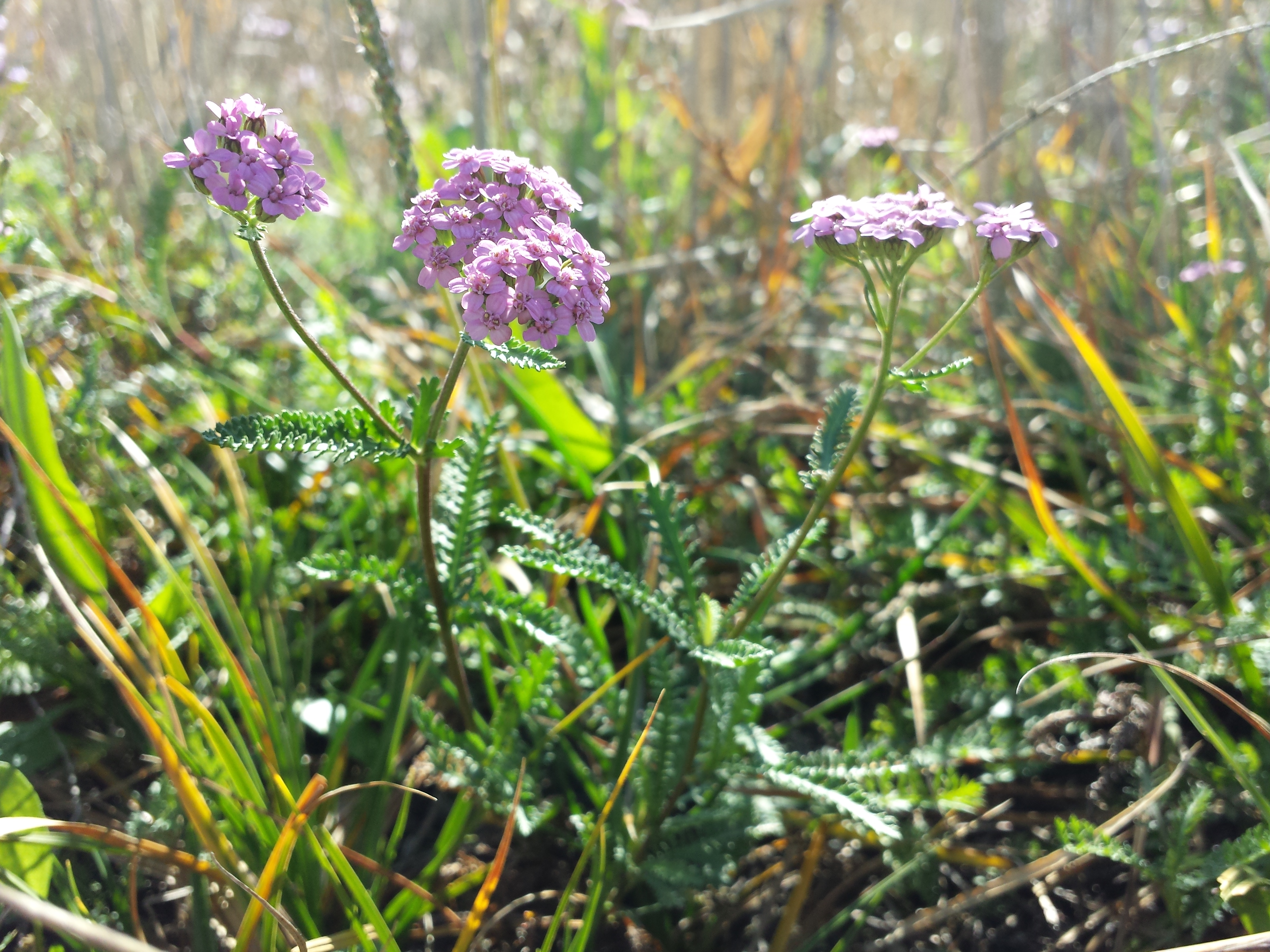
Die Farnblättrige Echt-Schafgarbe weist meist rosa Kronblätter auf.
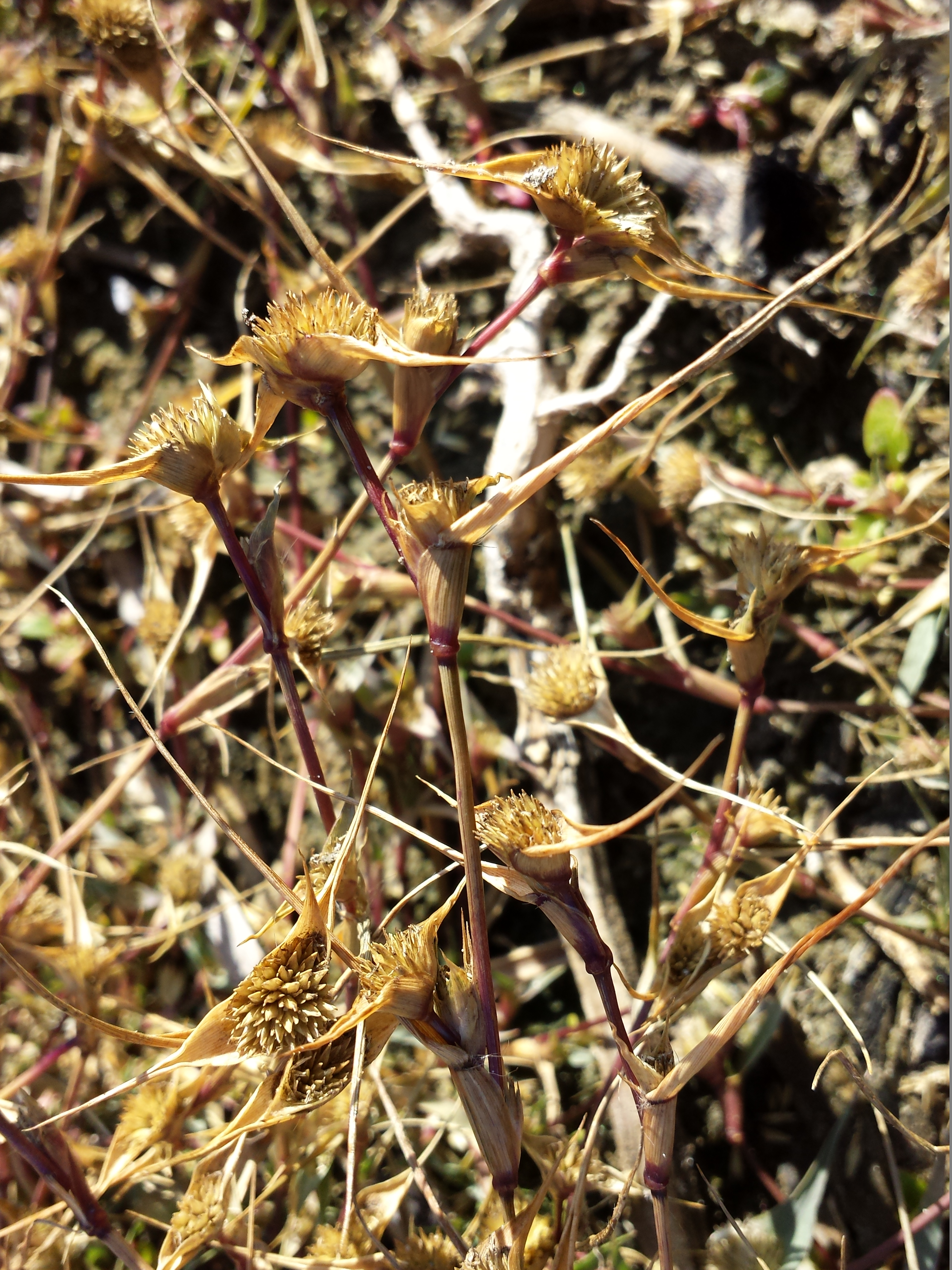
Das Dorngras bedeckt häufig den Boden der Lacken.
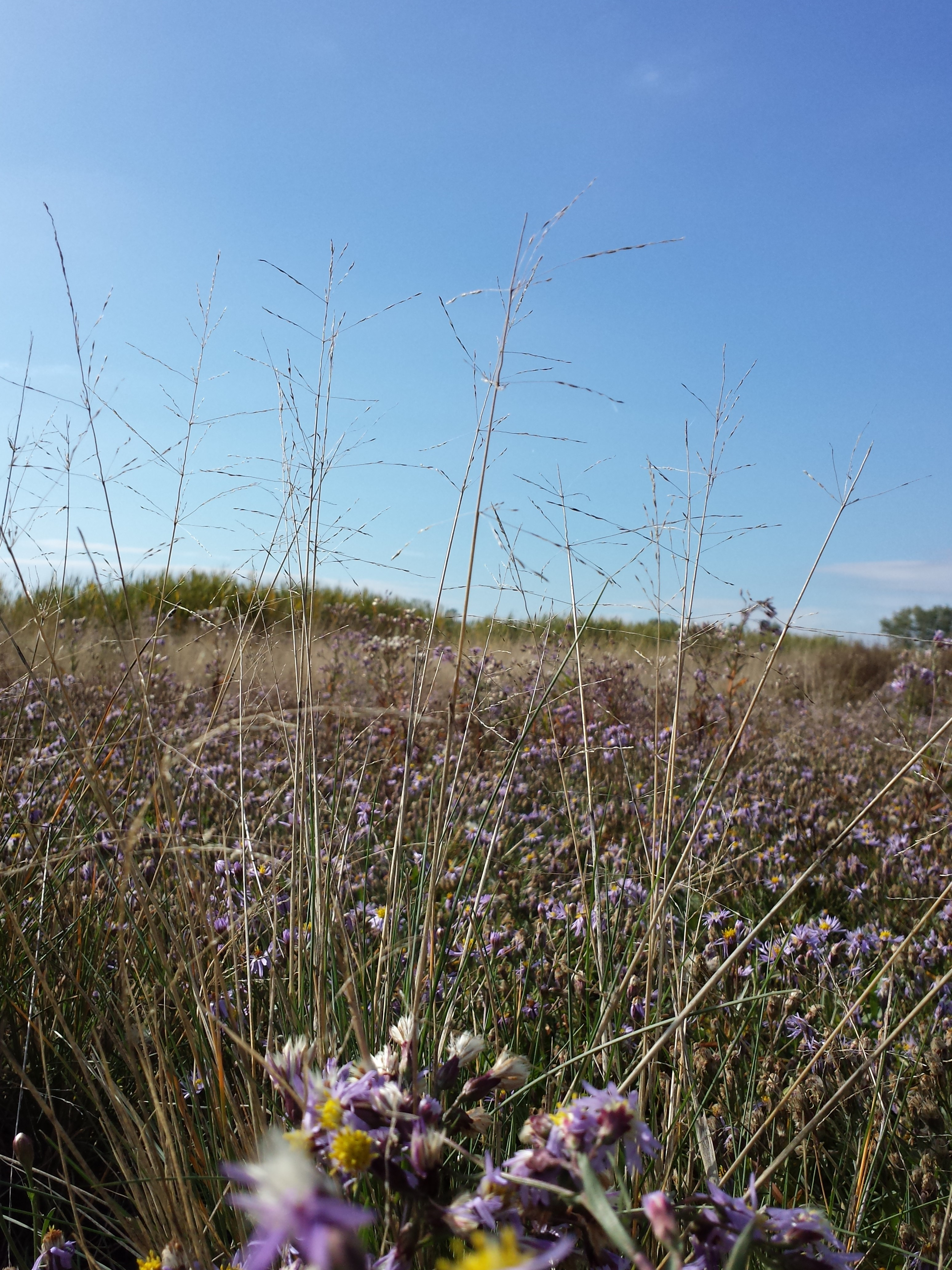
Die Neusiedlersee-Salzschwaden, auch Zickgras genannt, treten häufig auf sandigen Sodaböden auf.